# West Coast Express
Le West Coast Express est un système de transport de voyageurs par chemin de fer dans la région de Vancouver, Colombie-Britannique. Il n'a qu'une ligne, reliant Mission et Vancouver à la gare de Vancouver Waterfront en passant par Maple Ridge, Pitt Meadows, Port Coquitlam, Coquitlam et Port Moody. Le service est assuré du lundi au vendredi, avec cinq trains vers Vancouver le matin et cinq vers Mission l'après-midi. En dehors des heures de pointe, des autobus-voyageurs, appelés «TrainBus», affectuent la liaison entre Vancouver et Mission. Ni les trains ni les TrainBus ne sont en service en fins de semaines.
Au décembre 2016, TransLink, la société de la Couronne qui exploite et dirige les transports en commun au Metro Vancouver, a annoncé que le service des TrainBus sera terminé au 30 décembre 2016. Une nouvelle ligne d'autobus réguliers, #701, remplacera les TrainBus et reliera Mission et Coquitlam.

## Carte du réseau

Carte du réseau.

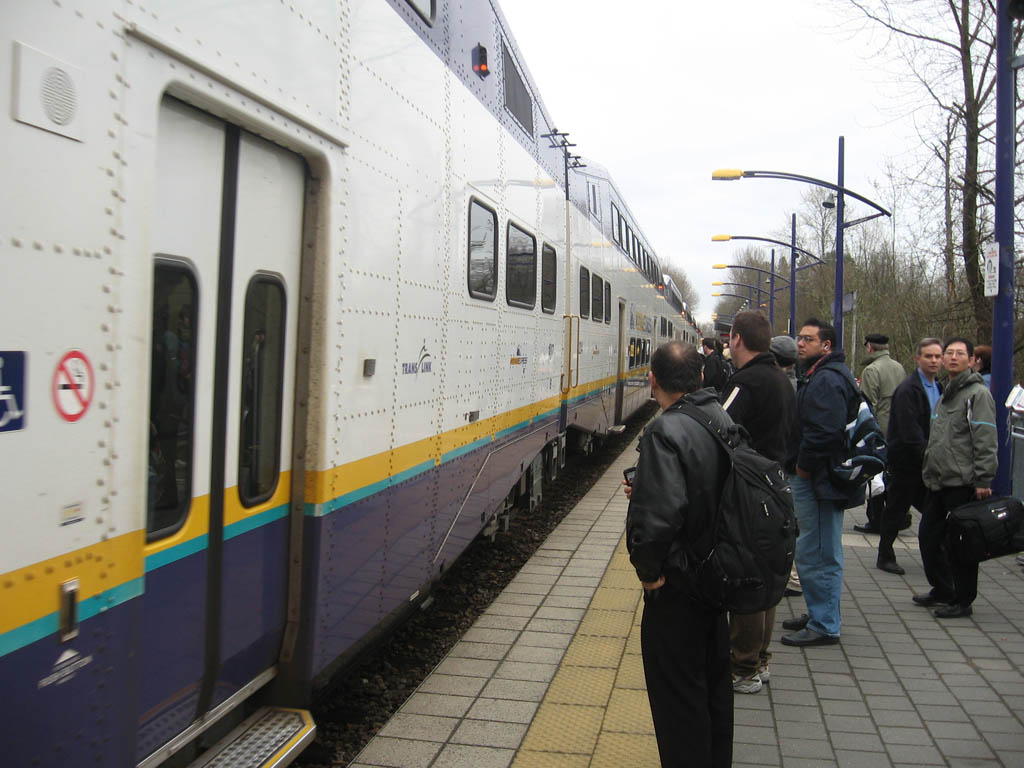
Passagers à la gare Coquitlam Central.

## Tarifs
| Destination           | Port Moody, Coquitlam, Port Coquitlam | Pitt Meadows, Maple Meadows, Port Haney | Mission City |
| --------------------- | ------------------------------------- | --------------------------------------- | ------------ |
| Adulte (aller)        | 7,25 $                                | 9,00 $                                  | 12,25 $      |
| Adulte (aller-retour) | 13,75 $                               | 17,00 $                                 | 23,00 $      |
| Adulte (hebdomadaire) | 60,25 $                               | 73,25 $                                 | 101,50 $     |
| Adult fare (28 jours) | 201,00 $                              | 244,00 $                                | 335,75 $     |